# Brněnský kraj
Brněnský kraj byl správní celek v Československu, který existoval v letech 1948–1960. Jeho centrem bylo Brno. Kraj měl rozlohu 7 433 km². Od současného Jihomoravského kraje, zavedeného roku 2000, se lišil především tím, že zahrnoval části Svitavska a naopak neobsahoval Hodonínsko.

## Historický vývoj
Vznikl převážně z části Moravy obklopující město Brno (ale patřily k němu i některé české obce severně a jižně od moravských Svitav) dne 24. prosince 1948 na základě zákona o krajském zřízení, při níž bylo k 31. prosinci 1948 zrušeno zemské zřízení. Krajský národní výbor byl zřízen k 1. lednu 1949.
Dne 1. července 1960 bylo na základě zákona o územním členění státu území Brněnského kraje přerozděleno mezi kraj Jihomoravský (většina území) a Východočeský (okolí Svitav a Moravské Třebové).
Od 1. ledna 2000 patří většina území někdejšího Brněnského kraje ke kraji Jihomoravskému, jenž se do 30. května 2001 také nazýval Brněnský kraj. Západní oblasti, především okolí Velké Bíteše a Bystřice nad Pernštejnem náleží ke Kraji Vysočina; území v okolí Svitav náleží k Pardubickému kraji, a několik obcí v moderním okrese Prostějov náleží ke kraji Olomouckému.

## Geografie
Na severu sousedil s krajem Olomouckým a Pardubickým, na severozápadě s krajem Pardubickým, na západě s krajem Jihlavským, na jihu s rakouskou spolkovou zemí Dolní Rakousko, na jihovýchodě se slovenským Bratislavským krajem, na východě s Gottwaldovským krajem a na severovýchodě s krajem Olomouckým.

## Administrativní členění
Kraj se členil na město Brno a 18 okresů: Blansko, Boskovice, Brno, Břeclav, Bučovice, Bystřice nad Pernštejnem, Hustopeče, Mikulov, Moravská Třebová, Moravský Krumlov, Rosice, Slavkov, Svitavy, Tišnov, Velká Bíteš, Vyškov, Znojmo a Židlochovice.